# Espectroscopia del infrarrojo lejano
La Espectroscopia del infrarrojo lejano corresponde al análisis espectral en la región comprendida entre 15 A 1000µm de longitud de onda que contiene las vibraciones de flexión de Carbono, Nitrógeno, Oxígeno, y Flúor con masa superior a 19 y vibraciones moleculares adicionales de sistemas cíclicos o insaturados.
Las vibraciones moleculares de baja frecuencia en el infrarrojo lejano son muy sensibles a los cambios de conformación de estructura de la molécula.

## Aplicaciones
Cuando se estudia la conformación de una molécula en su totalidad, las bandas del infrarrojo lejano difieren en forma predecible a los diferentes isómeros de un mismo compuesto básico.
Las frecuencias del infrarrojo lejano para compuestos organometálicos suelen ser sensibles al ion a átomo metálico y esto también puede utilizarse en el estudio de enlaces de coordinación.
Esta región es muy adecuada para el estudio de los compuestos inorgánicos, cuyos átomos sean pesados y con enlaces tendientes a ser débiles.